# Cemitério Protestante (Roma)

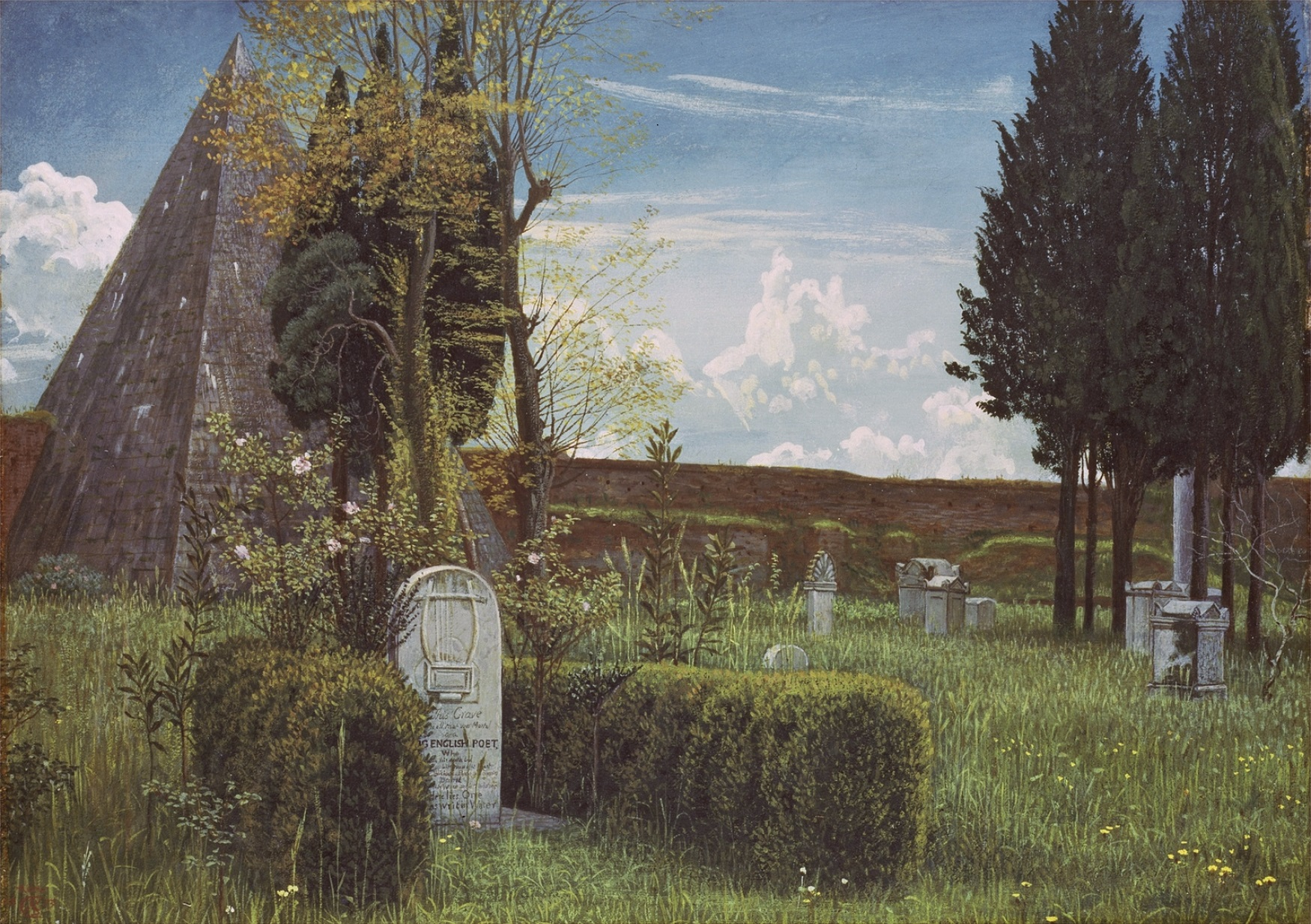
Tumba de Shelley no Cemitério Protestante, uma pintura de 1983 por Walter Crane. A tumba na frente na verdade é a de John Keats; a Pirâmide de Cestius ao fundo.

O "Cemitério Protestante" (em italiano: "Cimitero protestante"), oficialmente "Cimitero acattolico" (Cemitério Não-Católico), também frequentemente chamado "Cimitero degli Inglesi" (Cemitério dos Ingleses) é um cemitério em Roma, localizado no rione Testaccio, perto da Porta São Paulo ao lado da Pirâmide de Cestius, uma pirâmide em estilo egípcio em pequena escala construída em 30 a.C. como uma tumba e depois incorporada na seção da Muralha Aureliana que tangencia o cemitério. Ciprestes-italianos fazem parte da paisagem. Como o nome indica, é o destino final de não-católicos (e não apenas protestantes ou ingleses).

## Personalidades sepultadas

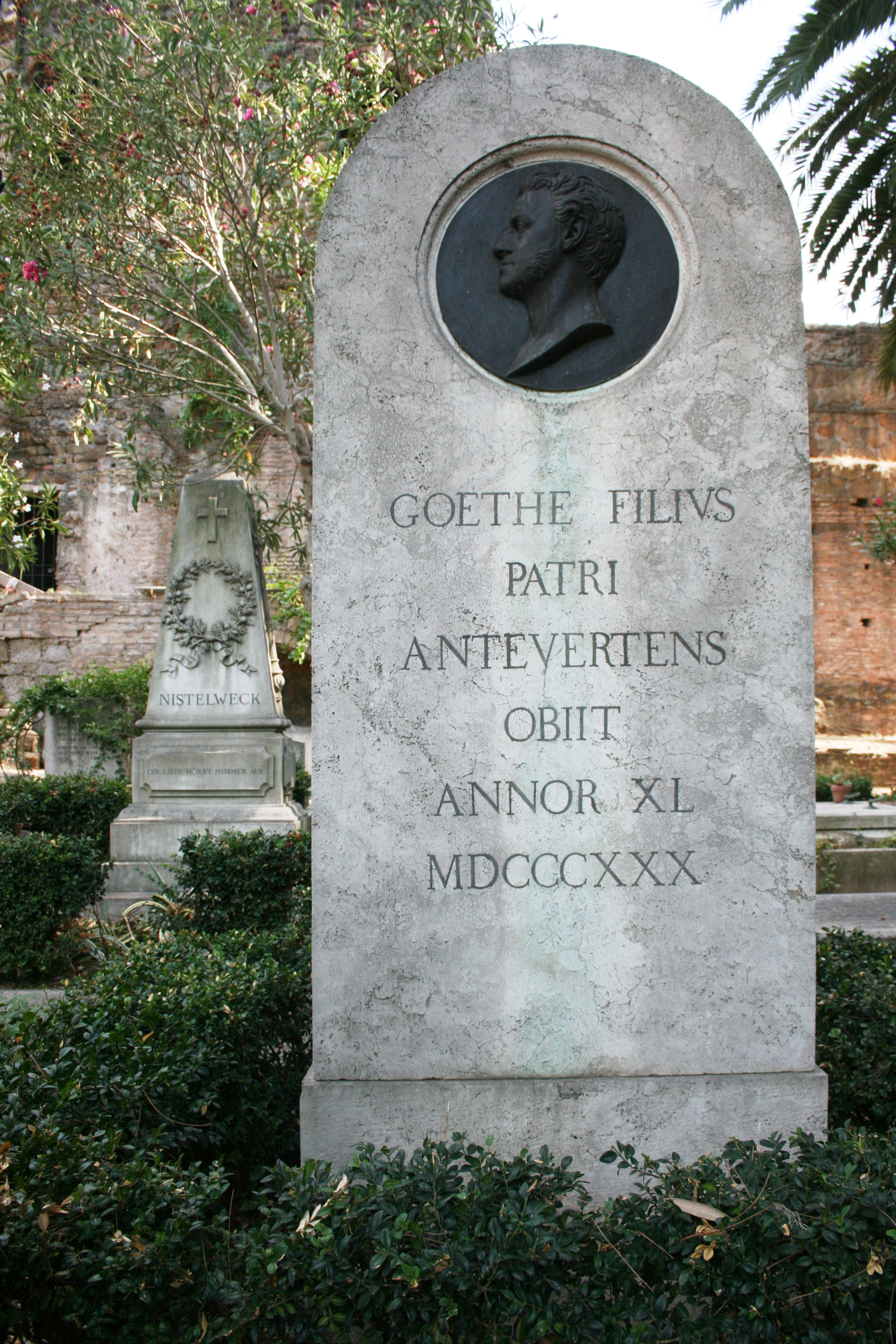
Sepultura de August von Goethe

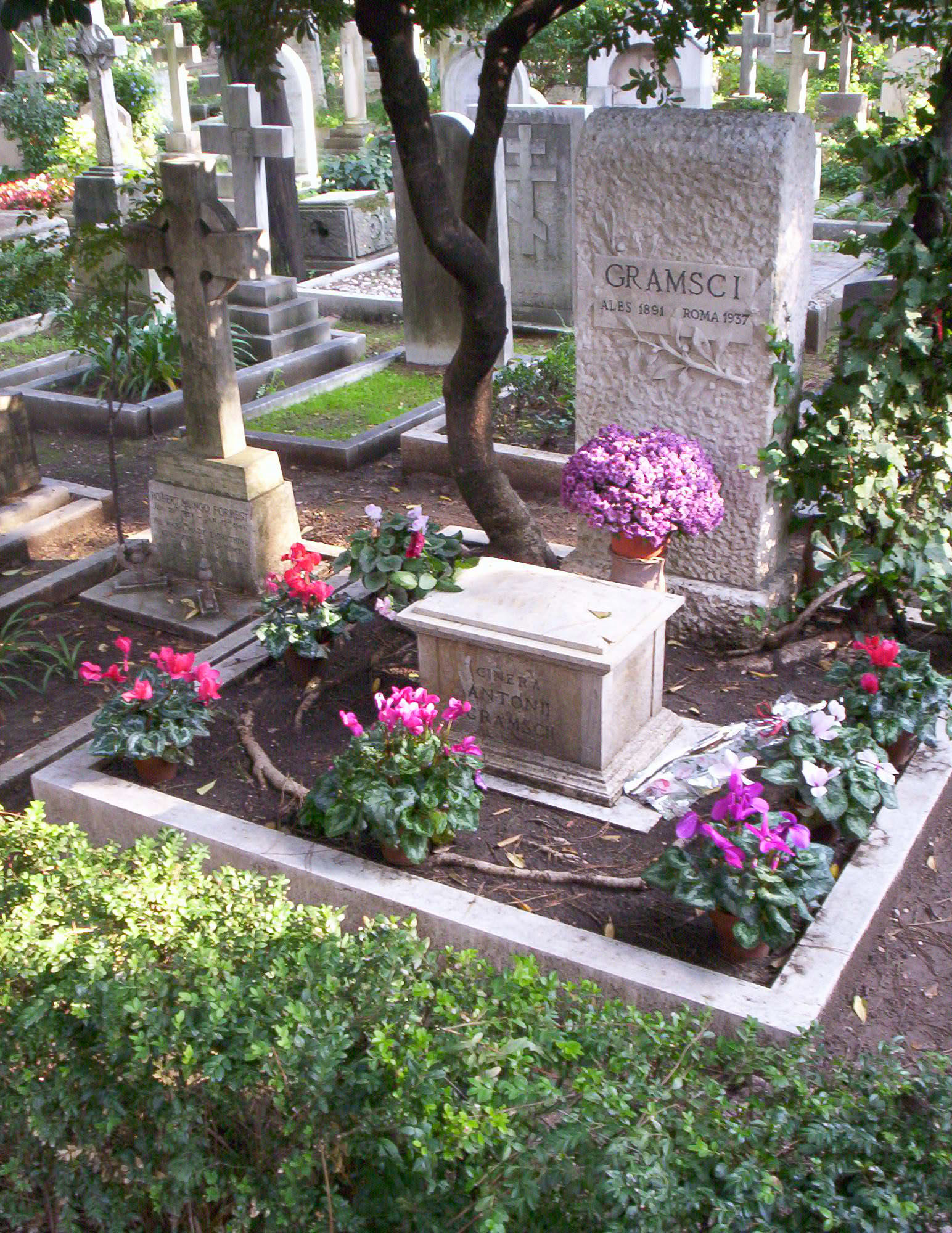
Sepultura de Antonio Gramsci

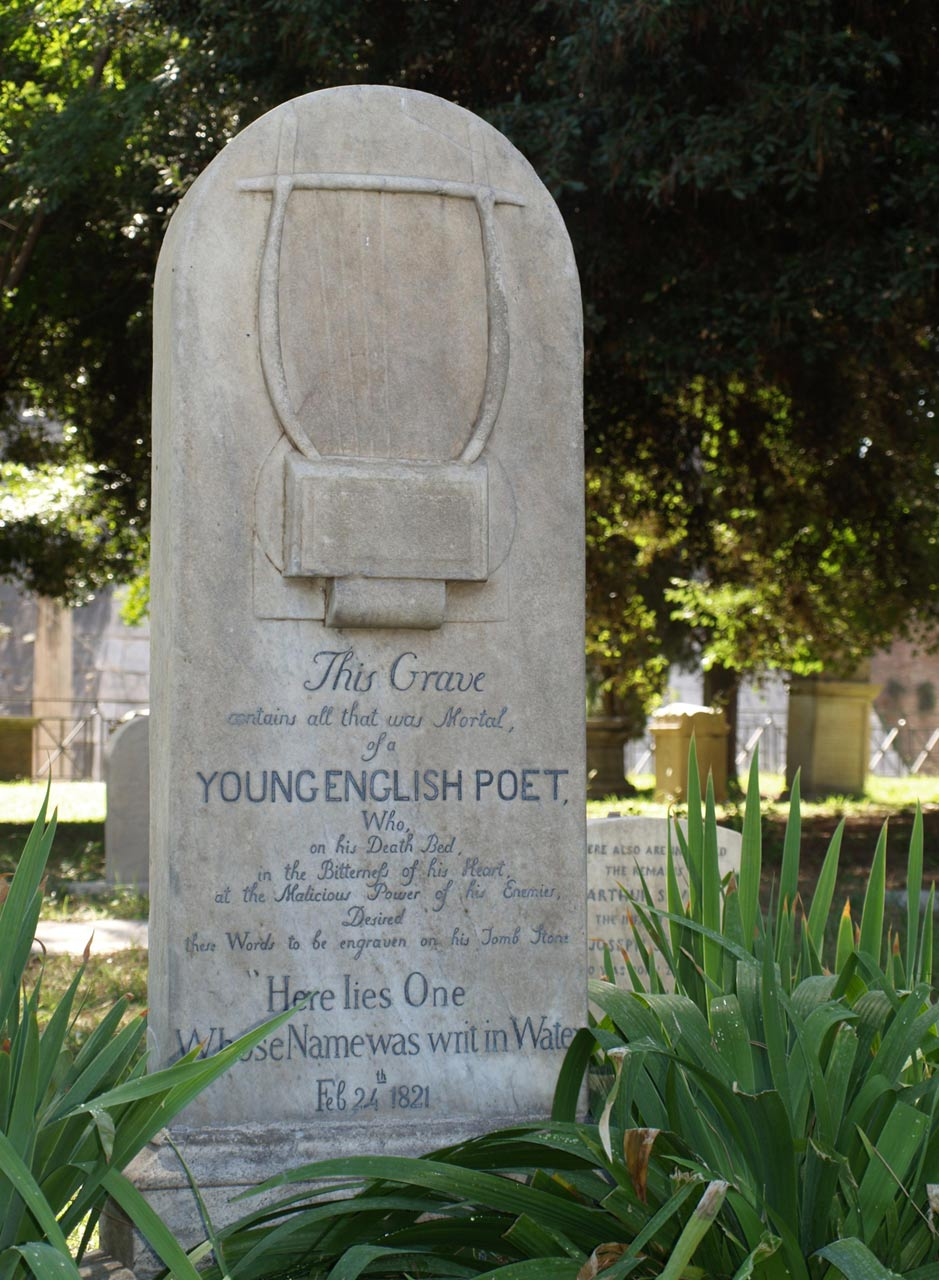
Sepultura de John Keats

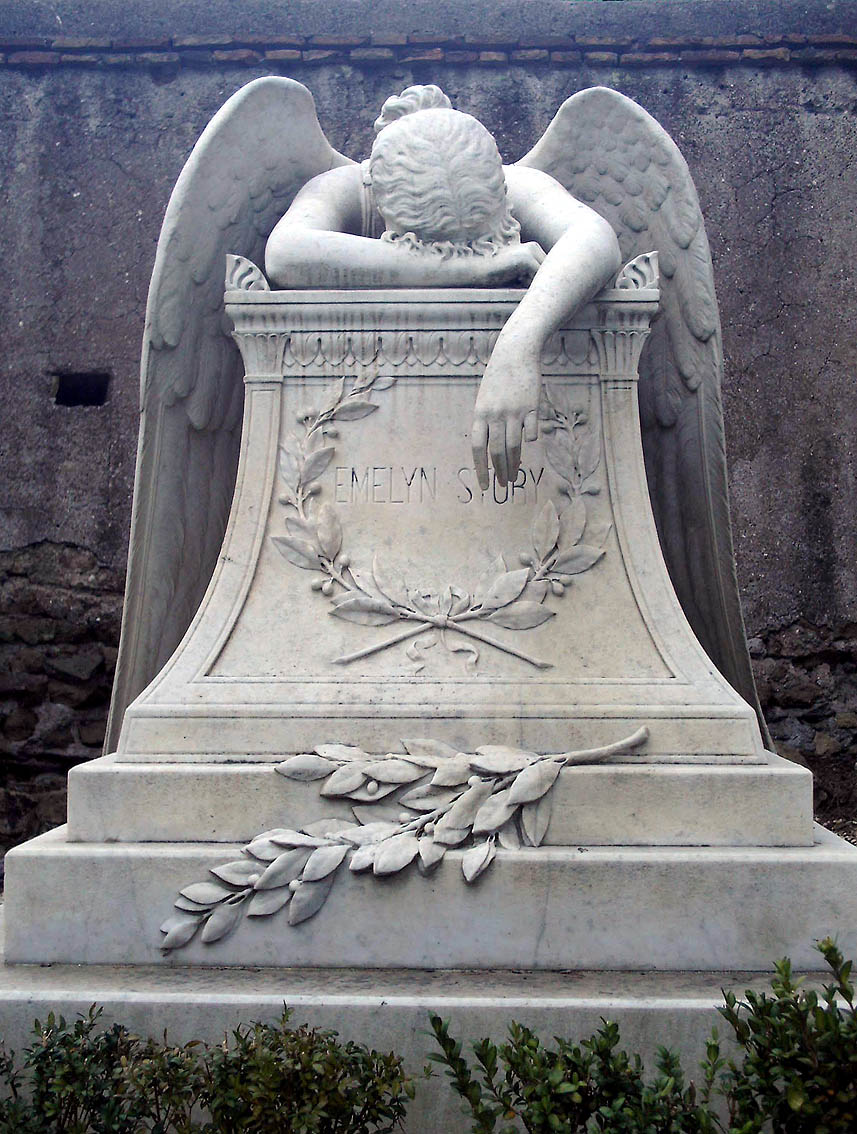
Angel of Grief, Sepultura de William Wetmore Story

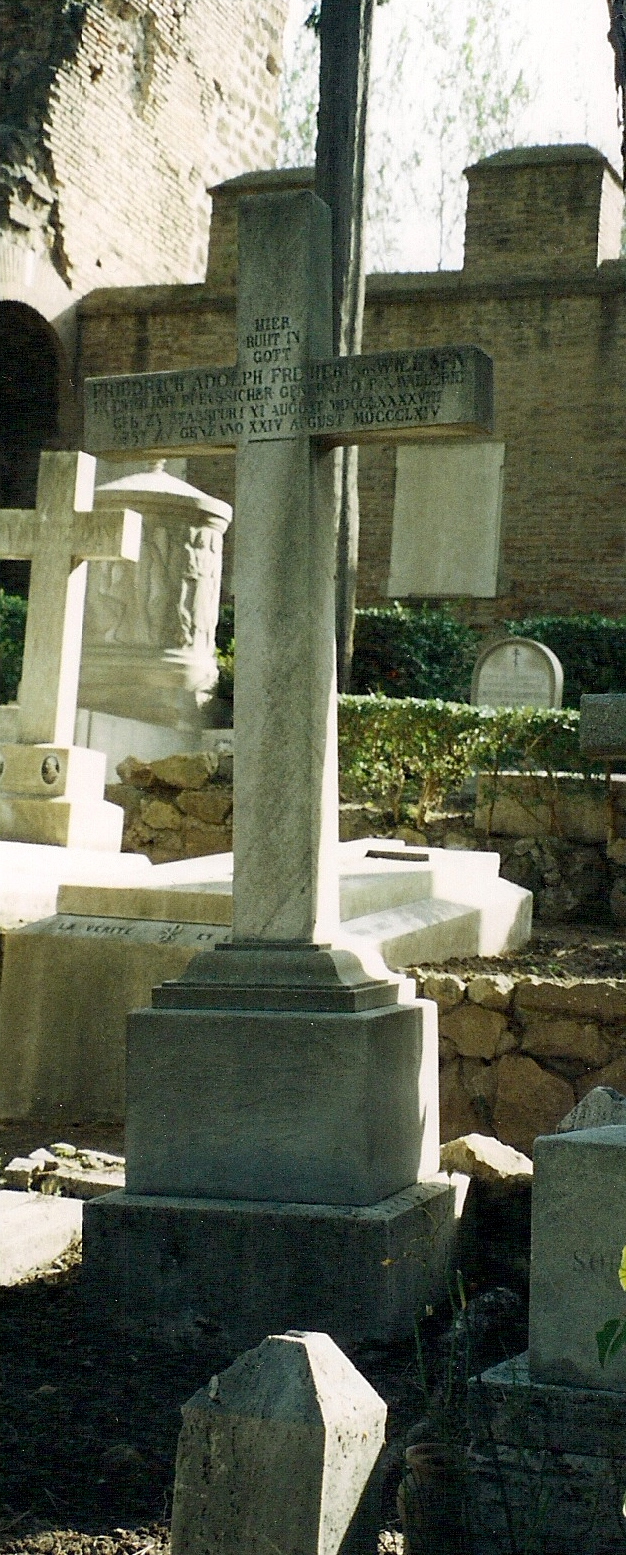
Sepultura de Freiherrn Friedrich Adolf von Willisen

No cemitério estão sepultadas as seguintes personalidades:
- Walter Amelung (1865–1927), arqueólogo alemão
- Hendrik Christian Andersen (1872–1940), escultor norueguês
- Robert Michael Ballantyne (1825–1894), escritor escocês
- Dario Bellezza (1944–1996), poeta italiano
- Karl Julius Beloch (1854–1929), historiador antigo alemão
- Emil Braun (1809–1856), arqueólogo clássico alemão
- Karl Pawlowitsch Brjullow (1799–1852), pintor russo
- Leo Bruhns (1884–1957), historiador da arte alemão
- Otto von Bülow (1827–1901), diplomata alemão
- Johann Jürgen Busch (1758–1820), escultor alemão
- Asmus Jacob Carstens (1754–1798), pintor alemão
- Jesse Benedict Carter (1872–1917), filólogo clássico e cientista religioso estadunidense
- Gregory Corso (1930–2001), poeta estadunidense
- Cäsar von Dachröden (1808–1882), intendente e marechal da corte alemão
- Richard Henry Dana, Jr. (1815–1882), jurista, político e escritor estadunidense
- Adam Eberle (1804–1832), pintor histórico e litografista alemão
- August Elsasser (1810–1845), pintor alemão
- Karl Philipp Fohr (1795–1818), pintor alemão
- Carlo Emilio Gadda (1893–1973) escritor italiano
- John Gibson (1790–1866), escultor inglês
- August von Goethe (1789–1830), filho de Johann Wolfgang von Goethe
- Antonio Gramsci (1891–1937), filósofo italiano
- William Stanley Haseltine (1835–1900), pintor de paisagens estadunidense
- Helga von Heintze (1919–1996), arqueóloga clássica alemã
- Henriette Hertz (1846–1913), colecionadora de arte e mecenas alemã, fundadora da Bibliotheca Hertziana
- Christopher Hewetson (1739–1798), escultor irlandês
- Ingeborg Hoffmann (1921–1985), atriz alemã, mulher de Michael Ende
- Wilhelm Hopfgarten (1789–1860), escultor em bronze alemão (522 Zona Prima)
- William Howitt (1792–1879) e Mary Howitt (1799–1888), casal britânico de escritores
- Viacheslav Ivanov (1866–1949), filólogo, poeta e autor russo
- Gualtiero Jacopetti (1919–2011), diretor de filmes documentários italiano
- Harald Jerichau (1851–1878), pintor dinamarquês
- John Keats (1795–1821), um dos principais poetas do romantismo inglês
- August Kestner (1777–1853), diplomata e colecionador de arte alemão
- Adolf Klügmann (1837–1880), arqueólogo clássico alemão
- Richard Krautheimer (1897–1994), historiador da arte teuto-estadunidense
- Trude Krautheimer-Hess (1902–1987), historiadora da arte teuto-estadunidense
- Heinrich Kümmel (1810–1855), escultor alemão
- Erwin Küsthardt (1867–1901), pintor e escultor alemão
- Belinda Lee (1935–1961), atriz inglesa
- Wolfgang Lotz (1912–1981), historiador da arte alemão
- Hans von Marées (1837–1887), pintor alemão
- George Perkins Marsh (1801–1882), diplomata e escritor estadunidense
- Malwida von Meysenbug (1816–1903), escritora alemã
- Eduard Müller (1828–1895) e seu irmão gêmeo Gustav Müller (1828–1901), na sepultura consta "unidos na morte"
- Egerton Herbert Norman (1909–1957), japanologista e diplomata canadense
- Friedrich von Ompteda (1770–1819), enviado do Eleitorado de Hanôver no Vaticano
- August Wilhelm Pauli (1781–1858), enviado hanseático teuto-dinamarquês em Copenhague
- Max Peiffer Watenphul (1896–1976), pintor alemão
- Bruno Pontecorvo (1913-1993), físico italiano
- Frederick Reinhardt (1911–1971), diplomata estadunidense
- Johann Christian Reinhart (1761–1847), pintor e desenhista alemão
- Heinrich Reinhold (1788–1825), pintor alemão
- Gisela Richter (1882–1972), arqueóloga clássica inglesa
- Amelia Rosselli (1930–1996), escritora italiana
- Renato Salvatori (1933–1988), ator italiano
- Helene Scholz-Zelezny (1882–1974), escultora e medalhista austríaca
- Gottfried Semper (1803–1879), arquiteto alemão
- Joseph Severn (1793–1879), pintor inglês
- Percy Bysshe Shelley (1792–1822), escritor inglês
- Franklin Simmons (1839–1913), escultor e pintor estadunidense
- William Wetmore Story (1819–1895), escultor e poeta estadunidense e sua mulher Emelyn (1820–1895)
- Alexander Alexandrowitsch Swedomski (1848–1911), pintor russo
- Pawel Alexandrowitsch Swedomski (1849–1904), pintor russo
- John Addington Symonds (1840–1893), autor inglês
- Johannes Toepffer (1860–1895), historiador antigo alemão
- Elihu Vedder (1836–1923), pintor estadunidense
- Wilhelm Waiblinger (1804–1830), poeta alemão
- Friedrich Adolf von Willisen (1798–1864), general prussiano, como enviado da Prússia no Vaticano protetor deste cemitério
- Søren Seidelin Winther (1810–1847), escultor e entalhador em marfim dinamarquês
- Constance Fenimore Woolson (1840–1894), escritora estadunidense
- Julius Zielke (1826–1907), pintor de paisagens e vedutas alemão

Também encontram-se no cemitério as sepulturas de dois filhos de Wilhelm von Humboldt, que foi enviado da Prússia em Roma: de seu filho mais velho Wilhelm (1794–1803) e seu irmão mais novo Friedrich Konstantin Gustav (1806–1807).